# Alessandro Stradella (opera)
Az Alessandro Stradella Friedrich von Flotow 1844. december 30-án Hamburgban bemutatott háromfelvonásos operája. A zeneszerző első, igazán sikeres darabja a műfajban. Az opera főhőse, Alessandro Stradella valóságos személy volt: egy 17. században élt, botrányos életű zeneszerző.

## Az opera története
A Hamburgban lezajlott bemutató óriási siker volt, az opera meghozta szerzője számára az annyira áhított elismerést. 1845-ben a darab színre került Berlinben, Bécsben (itt egyidejűleg két színházban is játszották), Prágában és Pesten is. Az 1846-os londoni bemutató alkalmából Julius Benedict újrahangszerelte a darabot és átírta a szövegkönyvet. 1853-ban sor a New York-i premierre is. Eleinte mindenhol német nyelven játszották, de egy idő után egyre népszerűbb lett az opera olasz nyelvű változata, Párizsban is ezt mutatták be. A párizsi előadás számára Flotow két új zeneszámmal bővítette ki operáját. Jelenleg azonban csak az eredeti, hamburgi verzióból készült hangfelvétel, ezt adták ki hanglemezen, majd CD-n is.

## Az opera szereplői
| Szereplő                                   | Hangfekvés       |
| ------------------------------------------ | ---------------- |
| Alessandro Stradella, zeneszerző és énekes | tenor            |
| Bassi, gazdag velencei polgár              | basszus          |
| Leronore, a gyámleánya                     | koloratúrszoprán |
| Malvolino, bandita                         | basszus          |
| Barbarino, bandita                         | tenor            |

- Történik: 1675-ben, Velencében és Rómában

## Az opera cselekménye

### I. felvonás
Stradella tanítványai körében tölti az estét. Gondolába szállnak, és Leonore ablaka alá csónakáznak. Itt Stradella szerenádot énekel kedvesének, majd elmondja neki tervét, miszerint meg akarja szöktetni. Arra kéri, tartson vele Rómába, ne utasítsa el. Egy álarcos menet bukkan fel és üdvözli a zeneszerzőt. Stradella azt kéri tőlük, hogy segítsenek neki megszöktetni szerelmét. De Bassi felfedezi gyámleánya tervét, és egész háznépével Leonóra után ered, az álarcosok és a tanítványok azonban sikerrel tartóztatják fel őket, így a szerelmesek egérutat nyernek.

### II. felvonás
Leonore és Alessandro az esküvőjükre készülődnek. A zeneszerző elmegy elintézni a formaságokat. Közben Bassi felbérelt két banditát, hogy álljanak bosszút Stradellán. Malvolio és Barbarino zarándoknak öltözve lépnek színre és vesznek részt a szerelmesek házassági szertartásán. Az a tervük, hogy megölik Stradellát, Leonórét pedig visszaszolgáltatják gyámjának.

### III. felvonás
A banditák tervét váratlanul megzavarja egy Rómába látogató, valódi zarándokokból álló csoport. A zarándokokhoz Alessandro és Leonore is csatlakozik. A zeneszerző ebből az alkalomból egy új himnuszt komponál Szűz Máriáról. A fiatal házaspár nyílt, barátságos természetét látva a banditák már éppen letenni készülnek tervükről, amikor váratlanul megjelenik Bassi. Hamar meggyőzi őket a gyilkosság jogosságáról, meg az érte kapott pénz jelentőségéről. De amikor Stradella visszatér és bemutatja új himnuszát, a banditák végleg felhagynak tervükkel, és a tömeggel együtt ünneplik a zeneszerzőt.

## Hangfelvételek
Stradella – Werner Hollweg, Bassi – Richard Kogel, Leonore – Helen Donath, Malvolio – Alexander Malta, Barbarino – Ferry Gruber. Közreműködik a Bajor Rádió ének- és zenekara. Vezényel: Heinz Wallberg. Élőelőadás felvétel, 1977. július 2. München, Bajor Rádió. 2003 Gala 100.733 2 CD ADD
- Megjegyzés: az opera rövidsége miatt, a 2. CD utolsó 11 száma részleteket tartalmaz Albert Lortzing Regina című operájából.